# Пираллахи (остров)
Пираллахи (азерб. Pirallahı) (советское название до 5.10.1999 года — остров Артёма, в честь революционера, известного под псевдонимом Артём, российское до 1936 года — Святой остров) — остров Апшеронского архипелага в Каспийском море. Принадлежит Азербайджану, относится к Пираллахинскому району Баку.
Сложен песком и глинами, вытянут с северо-запада на юго-восток, проливами отделяется от соседних более мелких островов Бёюк-Тава и Гу. Площадь острова достигает около 10 км², но его береговая линия подвержена колебаниям, которые связаны с колебаниями уровня воды в Каспии. Климат сухой средиземноморский, преобладает ксерофитная растительность.
После соединения в советское время искусственной дамбой через Апшеронский пролив с Апшеронским полуостровом материка (г. Гюргян) фактически превратился в полуостров. В 2016 году на месте дамбы был построен автомобильный мост, под которым могут проходить суда.
На самом острове, а также на близлежащих банках и шельфе издавна ведётся активная добыча нефти. По центру острова проложены электрифицированное железнодорожное полотно и автомобильная дорога. В северной части острова расположен посёлок Пирралахи (ранее также Артём-Остров).

## История и происхождение топонима
Пираллахи дословно означает «святыня Аллаха», от слова пир — святыня/святое место.
В древности на острове находилось место поклонения и паломничества, но точных данных о принадлежности к какой религии, нет. По одной версии это была святыня зороастрийцев, а по другим — мусульман.
По свидетельству мореплавателя Фёдора Соймонова, в прошлом на острове Святом (Пиралаги) находилась почитаемая «персиянами» могила дервиша, от которой сохранилось лишь предание.
Историк З. Ямпольский соотносил Пираллахи с античным островом Талге (Талка).